# Cerkiew Ikony Matki Bożej „Wszystkich Strapionych Radość” w Michnowie
Cerkiew Ikony Matki Bożej „Wszystkich Strapionych Radość” – prawosławna parafialna cerkiew w Michnowie. 

## Historia
Powstanie cerkwi w Michnowie było związane z pielgrzymką do Pustelni Optyńskiej, jaką odbyła krótko przed I wojną światową dziedziczka Michnowia Anastasija Koriecka. W czasie spotkania z mnichem Nektariuszem z pustelni kobieta usłyszała od niego polecenie budowy w swoim dworze domowej cerkwi. Zdecydowała się jednak wznieść odrębny budynek z drewna, którego budowa została zakończona w 1915. W cerkwi znalazła się również ufundowana przez Korecką kopia Ikony Matki Bożej „Wspomagająca Chlebem”. Fundatorka chciała, żeby wzniesiona przez nią cerkiew uzyskała status parafialnej. Nabożeństwa odbywały się w niej jednak tylko okazjonalnie z braku duchowieństwa (większość prawosławnych kapłanów udała się na bieżeństwo). Ostatecznie stałego opiekuna cerkiew zyskała w lutym 1921, zaś parafia została erygowana w roku następnym.
Obiekt nie ucierpiał w czasie II wojny światowej. Po wojnie, w 1947, cerkiew została zarejestrowana jako czynna świątynia prawosławna. W latach 60. władze rozważały jej zamknięcie, twierdząc, że czynny udział mieszkańców Michnowa w życiu religijnym jest zjawiskiem szkodliwym społecznie. Ostatecznie jednak do likwidacji parafii nie doszło.

## Architektura
Cerkiew jest wzniesiona z drewna na planie prostokąta. Wejście do budynku prowadzi przez kryty ganek. Nad nawą znajduje się jedna cebulasta kopuła z krzyżem, podobnie wykończona jest połączona z nawą dzwonnica. Ściany cerkwi malowane są na zielono, dach – na błękitno. We wnętrzu zachował się jednorzędowy ikonostas z początku XX wieku oraz powstałe w tym samym okresie ikony (kilka przedstawień Matki Bożej i Chrystusa). W cerkwi jest również przechowywanych sześć ikon napisanych przez W. Wasiliewa dla rozebranej w 1918 kaplicy św. Aleksandra Newskiego w Wilnie. Są to wizerunki św. Aleksandra Newskiego, archanioła Michała, św. Mikołaja, św. Jerzego, męczenników Borysa i Gleba oraz męczenników wileńskich.
W bezpośrednim sąsiedztwie cerkwi znajduje się osobna kaplica św. Jana Kronsztadzkiego.